# Чистое (район Магжана Жумабаева)
Чистое (каз. Чистое) — село в районе Магжана Жумабаева Северо-Казахстанской области Казахстана. Входит в состав Каракогинского сельского округа. Код КАТО — 593651500.

## География
Расположено между озёрами Бараново и Солодка.

## Население
В 1999 году население села составляло 328 человек (159 мужчин и 169 женщин). По данным переписи 2009 года, в селе проживало 212 человек (97 мужчин и 115 женщин).